# Немає чужої землі
Немає чужої землі — радянський 2-серійний художній фільм, знятий на Свердловській кіностудії в 1990 році, режисером Барасом Халзановим.

## Сюжет
1839 рік. Декабристи, брати Бестужеви, відбули термін на каторзі. Але заслання триває і Бестужевих переводять в заштатне містечко Селенгінськ. Тут вони знайомляться з бурятами, стають їхніми друзями і займаються серед них просвітницькою діяльністю. Один з братів, Микола, залишиться в селенгінській землі назавжди…

## У ролях
- Петро Юрченков —  Микола Бестужев
- Олександр Булдаков —  Михайло Бестужев
- Жанна Прохоренко —  Олена Бестужева
- Валерій Захар'єв —  Костянтин Торсон
- Світлана Орлова —  Катерина Торсон
- Нурлан Єсімгалієв —  Доржи Банзаров
- Ольга Конська —  Ольга
- Довжин Тангатова —  Анайя
- Володимир Кондратьєв —  Гомбо
- Юрій Серьогін —  Дмитро Дмитрович Старцев
- Чіміт Ринчинов —  Ірдиней
- Цидендамба Пурбуєв —  Хамбо-Лама
- Наталія Арінбасарова —  Дижіт

## Знімальна група
- Режисер — Барас Халзанов
- Сценарій — Володимир Валуцький
- Оператор — В'ячеслав Єврілов
- Композитор — Олександр Луначарський
- Художник — Валерій Кукенков
- Директор — Євген Калінін